# Misbun Sidek
Misbun Sidek (1960) es un deportista malasio que compitió en bádminton, en la modalidad de dobles. Ganó una medalla de bronce en el Campeonato Mundial de Bádminton de 1980.

## Palmarés internacional
| Campeonato Mundial | Campeonato Mundial  | Campeonato Mundial | Campeonato Mundial |
| Año                | Lugar               | Medalla            | Prueba             |
| ------------------ | ------------------- | ------------------ | ------------------ |
| 1980               | Yakarta (Indonesia) | Medalla de bronce  | Dobles             |